# Dänischer Fußballpokal 1960/61
Der Dänische Fußballpokal 1960/61 war die siebte Austragung des dänischen Pokalwettbewerbs der Männer. Er wurde vom dänischen Fußballverband ausgetragen. Das Finale fand traditionell am Himmelfahrtstag (11. Mai 1961) im Københavns Idrætspark von Kopenhagen statt. Pokalsieger wurde Titelverteidiger Aarhus GF, der sich im Finale gegen Kjøbenhavns Boldklub durchsetzte.
Alle Begegnungen wurden in einem Spiel ausgetragen. Bei unentschiedenem Ausgang wurde zur Ermittlung des Siegers eine Verlängerung gespielt. Stand danach kein Sieger fest, folgte ein Elfmeterschießen. Ab dem Halbfinale wurde bei einem Remis das Spiel wiederholt.

## 1. Runde
Es nahmen 56 Mannschaften von der dritten Klasse abwärts teil.
|                   | Ergebnis              |                    |
| ----------------- | --------------------- | ------------------ |
| B 1921 Nykøbing   | 6:1                   | Frederiksborg IF   |
| Frederiksberg BK  | 4:1                   | Rønne IK           |
| Flemløse BK       | 3:5 n. V.             | Nørre Broby BK     |
| Faaborg B&I       | 0:2                   | Ribe BK            |
| Haderslev FK      | 1:3                   | Holstebro BK       |
| Hellas BK Valby   | 3:2                   | Handelsstandes BK  |
| Helsingør IF      | 6:3                   | Holbæk B&I         |
| Hellerup IK       | 2:2 n. V. (4:3 i. E.) | Fremad Amager      |
| Hjørring IF       | 1:3                   | Middelfart G&BK    |
| Horsens fS        | 2:1                   | IK Skovbakken      |
| Hurup IF          | 1:2                   | Skive IK           |
| Korsør BK         | 0:2                   | IF Skjold Birkerød |
| Kølkær G&IF       | 0:4                   | Svendborg BK       |
| Langå IK          | 1:2                   | Kerteminde BK      |
| Lendemark BK      | 4:3                   | BK Hero            |
| Maribo BK         | 2:5                   | Ballerup IF        |
| BK Mariendal      | 3:2                   | Østerbros Boldklub |
| Odense KFUM       | 1:2                   | Aalborg Freja      |
| Roskilde BK       | 4:3                   | Nakskov BK         |
| Silkeborg BK      | 4:2                   | Nørresundby BK     |
| Skals FF          | 1:3                   | Brande IF          |
| Slagelse B&I      | 3:4                   | Husum BK           |
| Store Heddinge BK | 1:0                   | Kastrup BK         |
| Tølløse BK        | 0:5                   | Bagsværd BK        |
| Vanløse IF        | 10:00                 | Horbelev BK        |
| Vejen SF          | 6:3                   | Vejgaard BSK       |
| Viborg FF         | 10:00                 | Fraugde G&IF       |
| IK Aalborg Chang  | 6:1                   | Sønderborg BK      |

## 2. Runde
Teilnehmer waren die 28 Sieger der ersten Runde und die zwölf Vereine aus der 2. Division 1960.
|                    | Ergebnis  |                    |
| ------------------ | --------- | ------------------ |
| IF AIA-Tranbjerg   | 3:1       | KFUM Kopenhagen    |
| B 1901 Nykøbing    | 5:0       | Vanløse IF         |
| B 1921 Nykøbing    | 3:0       | Store Heddinge BK  |
| Ballerup IF        | 1:5       | B.93 Kopenhagen    |
| Brande IF          | 3:2       | Husum BK           |
| Brønshøj BK        | 7:1       | BK Mariendal       |
| Frederiksberg BK   | 2:6 n. V. | IK Aalborg Chang   |
| BK Frem Sakskøbing | 4:2       | Helsingør IF       |
| Hellas BK Valby    | 1:0       | Randers SK Freja   |
| Holstebro BK       | 2:9       | Køge BK            |
| Horsens fS         | 3:0       | Ribe BK            |
| Ikast FS           | 1:4       | Hellerup IK        |
| Middelfart G&BK    | 1:0       | Kerteminde BK      |
| Næstved IF         | 5:1       | IF Skjold Birkerød |
| Roskilde BK        | 4:2 n. V. | Nørre Broby BK     |
| BK Rødovre         | 6:0       | Lendemark BK       |
| Vejen SF           | 1:3       | Bagsværd BK        |
| Viborg FF          | 4:2       | Silkeborg BK       |
| Aalborg BK         | 2:3       | Skive IK           |
| Aalborg Freja      | 3:2       | Svendborg BK       |

## 3. Runde
Teilnehmer: Die 20 Sieger der zweiten Runde und die zwölf Vereine aus der 1. Division 1960.
|                      | Ergebnis              |                   |
| -------------------- | --------------------- | ----------------- |
| AB Gladsaxe          | 1:2                   | B 1913 Odense     |
| B 1901 Nykøbing      | 4:6 n. V.             | Vejle BK          |
| B.93 Kopenhagen      | 1:0                   | Skive IK          |
| Brønshøj BK          | 10:10                 | Brande IF         |
| Esbjerg fB           | 1:2                   | Aarhus GF         |
| Frederikshavn fI     | 1:4                   | Viborg FF         |
| BK Frem Kopenhagen   | 5:1                   | B 1921 Nykøbing   |
| BK Frem Sakskøbing   | 2:0                   | Aalborg Freja     |
| Hellerup IK          | 5:1                   | Næstved IF        |
| Horsens fS           | 6:1                   | Bagsværd BK       |
| Kjøbenhavns Boldklub | 6:4 n. V.             | B 1903 Kopenhagen |
| Køge BK              | 4:1                   | B 1909 Odense     |
| Middelfart G&BK      | 0:0 n. V. (0:2 i. E.) | IK Aalborg Chang  |
| Odense BK            | 3:0                   | Roskilde BK       |
| BK Rødovre           | 3:6                   | IF AIA-Tranbjerg  |
| Skovshoved IF        | 1:2                   | Hellas BK Valby   |

## 4. Runde
Teilnehmer: Die 16 Sieger der dritten Runde.
|                      | Ergebnis  |                    |
| -------------------- | --------- | ------------------ |
| Brønshøj BK          | 7:0       | IF AIA-Tranbjerg   |
| BK Frem Kopenhagen   | 4:3 n. V. | B 1913 Odense      |
| Hellas BK Valby      | 3:2       | BK Frem Sakskøbing |
| Hellerup IK          | 5:1       | IK Aalborg Chang   |
| Kjøbenhavns Boldklub | 5:1       | B.93 Kopenhagen    |
| Odense BK            | 4:3 n. V. | Køge BK            |
| Vejle BK             | 1:4       | Aarhus GF          |
| Viborg FF            | 3:0       | Horsens fS         |

## Viertelfinale
|                      | Ergebnis  |                 |
| -------------------- | --------- | --------------- |
| Aarhus GF            | 1:0 n. V. | Hellas BK Valby |
| Brønshøj BK          | 5:0       | Viborg FF       |
| BK Frem Kopenhagen   | 2:1       | Hellerup IK     |
| Kjøbenhavns Boldklub | 2:0 n. V. | Odense BK       |

## Halbfinale
|                      | Ergebnis |                    |
| -------------------- | -------- | ------------------ |
| Brønshøj BK          | 1:2      | Aarhus GF          |
| Kjøbenhavns Boldklub | 4:2      | BK Frem Kopenhagen |

## Finale
| Paarung              | Aarhus GF – Kjøbenhavns Boldklub |
| Ergebnis             | 2:0 (1:0) |
| Datum                | 11. Mai 1961 |
| Stadion              | Københavns Idrætspark, Kopenhagen |
| Zuschauer            | 33.500 |
| Schiedsrichter       | Frede Hansen |
| Tore                 | 1:0 Bent Poulsen (21., Eigentor) 2:0 John Jensen (70.) |
| Aarhus GF            | Henry From – Bjarke Gundlev, Bent Holst – John Amidsen, Hans Christian Nielsen, Jørgen Olesen – Bent Jensen, Arne Sørensen, John Jensen, Ove Sørensen, Peder Kjær Cheftrainer: Géza Toldi ( Ungarn) |
| Kjøbenhavns Boldklub | Nils Jensen – Ib Kjøge, Bent Poulsen – Bent Krog, Erik Sparring, Vagn Petersen – Finn Møller, Jørgen Ravn, Jørn Sørensen, Ole Sørensen, Leif Mortensen Cheftrainer: Carlos Pinto ( Portugal)        |